# Gerda Hasselfeldt
Gerda Hasselfeldt, née Rainer le 7 juillet 1950 à Straubing, est une femme politique allemande membre de l'Union chrétienne-sociale en Bavière (CSU).
Nommée ministre fédérale de l'Aménagement du territoire en 1989, elle a été la première femme à occuper ce poste. Deux ans plus tard, elle devient ministre fédérale de la Santé, mais quitte le gouvernement dès 1992. Elle est élue en 2005 vice-présidente du Bundestag, un poste qu'elle abandonne en 2011 pour prendre la tête du groupement régional de la CSU.

## Biographie

### Jeunesse et formation
En 1969, elle passe son Abitur et s'engage en politique, en adhérant à l'Union chrétienne-sociale en Bavière (CSU). Elle s'inscrit ensuite à l'université Louis-et-Maximilien de Munich pour y suivre un cursus de sciences économiques. Elle passe ensuite à l'université de Ratisbonne, où elle est diplômée en 1975. Elle est ensuite engagée à l'Agence fédérale pour le travail (BfA).

### Débuts en politique
Elle obtient son premier mandat électif à 28 ans, en 1978, en tant que députée à l'assemblée de l'arrondissement de Regen, dans l'est de la Bavière. Promue directrice du département de l'orientation professionnelle de l'agence BfA de Deggendorf en 1985, elle démissionne deux ans plus tard. Le 24 mars 1987, elle devient en effet députée fédérale au Bundestag, où elle prend la succession de Franz Josef Strauß.

### Ministre fédérale
À l'occasion du remaniement du 21 avril 1989 du gouvernement fédéral dirigé par le chrétien-démocrate Helmut Kohl, Gerda Hasselfeldt est nommée ministre fédérale de l'Aménagement du territoire, des Travaux publics et de l'Urbanisme. Elle est la première femme à diriger ce ministère et démissionne de son mandat de députée locale.
Aux élections fédérales du 2 décembre 1990, elle se présente dans la 201e circonscription fédérale, anciennement représentée par Richard Jaeger. Réélue députée fédérale avec 53,2 % des suffrages exprimés, elle devient ministre fédérale de la Santé le 18 janvier 1991, dans le premier gouvernement fédéral de l'Allemagne réunifiée.
Ayant pris en 1991 la présidence de la Frauen Union (FU) de Bavière, elle démissionne du gouvernement le 5 mai 1992. Ce départ est causé par ses mauvaises relations avec le chancelier Kohl et des soupçons selon lesquels son plus proche collaborateur serait un agent secret polonais.

### Cadre du Bundestag
En 1995, elle est désignée présidente de la CSU dans l'arrondissement de Fürstenfeldbruck et renonce à diriger la FU dans le Land. Elle est élue l'année suivante députée locale de l'arrondissement, puis devient présidente du groupe de travail sur les Finances et porte-parole de la Politique financière du groupe CDU/CSU au Bundestag après les élections fédérales du 27 septembre 1998.
À la suite des élections fédérales du 22 septembre 2002, elle est désignée vice-présidente du groupe, chargée de la Protection du consommateur, de l'Alimentation, de l'Agriculture, de la Politique municipale et du Tourisme. En 2004, elle ne sollicite pas le renouvellement de son mandat de députée locale et renonce, en 2005, à présider la CSU dans son arrondissement.
Lors de la campagne pour les élections fédérales anticipées du 18 septembre 2005, elle appartient à l'équipe politique d'Angela Merkel, candidate CDU/CSU à la chancellerie, et s'occupe de l'Agriculture, la Protection du consommateur et l'Environnement. Le 18 octobre, à l'ouverture de la législature, elle est élue vice-présidente du Bundestag par 510 voix contre 47. C'est la première fois qu'une femme de la CSU exerce cette responsabilité. Le 18 juillet 2009, elle fait son entrée au comité directeur de la CSU, puis est reconduite dans ses fonctions parlementaires à la suite des élections fédérales du 27 septembre suivant.
Du fait de la démission le 1er mars 2011 du ministre fédéral de la Défense Karl-Theodor zu Guttenberg, le président du groupement régional de la CSU Hans-Peter Friedrich est appelé au gouvernement fédéral. Le 15 mars, Gerda Hasselfeldt est choisie par le remplacer par 37 voix sur 40. Elle est alors la première femme à ce poste et abandonne huit jours plus tard la vice-présidence du Bundestag.
À l'approche des élections fédérales du 22 septembre 2013, elle est investie par la CSU comme chef de file de la CDU/CSU en Bavière. Une fois encore, elle est la première femme choisie pour exercer cette responsabilité. Après le scrutin, au cours duquel les chrétiens-sociaux repassent la barre des trois millions de voix et des 50 députés fédéraux, elle est reconduite à la présidence du groupement régional.

### Vie privée
De confession catholique romaine, elle est mariée et mère de deux enfants.